# Hérauts (magazine)
Hérauts est un périodique québécois et catholique de bande dessinée pour la jeunesse édité par les Éditions Fides d'avril 1944 à juin 1965. Son slogan est « Le Trésor de la jeunesse ».

## Histoire
Le journal est créé pour contrer l'influence des comic-books sur la jeunesse canadienne-française, il s'agit alors exclusivement de traduction de bandes dessinées de la revue américaine Timeless Topix, publiée par la Catechetical Guild Educational Society.
En 1947, Hérauts fusionne avec cinq revues d'écoles religieuses, qui ajoutent « et Hérauts » à leurs titres et contiennent toutes le même contenu, seuls les plats de couvertures étant modifiés. Il s'agit des revues L'Abeille, Jeunesse, Ave Maria, Stella Maris et L’Éclair. Cet accord implique une réduction importante de la part de le bande dessinée mais permet en échange la distribution du magazine dans toutes les écoles religieuses, lui assurant une diffusion et une influence sans précédent.
Juste qu'en 1957, les planches sont quasiment toutes importé de Timeless Topix. Quelques auteurs locaux, déjà présents dans les illustrations, publient alors des planches de bande dessinée à partir de 1957 notamment Maurice Petitdidier, français émigré au Québec qui réalise la majorité des planches inédites du journal. Nicole Lapointe y produit des couvertures et illustrations tandis que Gabriel de Beney y réalise des bandes dessinées et des illustrations. En parallèle de ces créations locales, le journal publie des planches venant du groupe français la Maison de la bonne presse (futur Groupe Bayard), jusqu'en 1961. 
À partir de cette période et jusqu'à la fin du journal en 1965, les planches sont à nouveau quasi-exclusivement des traductions venues des États-Unis, cette fois de la série de comic-books Classics Illustrated. 

### Édition européenne
Une édition européenne est lancée de septembre 1949 à 1952. La version française reste portée par Fides, la version belge par les éditions du Rendez-Vous (sises à Bruxelles). Seules les bandes dessinées, toutes issues de Timeless Topix, sont reproduites dans ces éditions. La version belge cesse de paraître en 1951 et le contenu de l'édition française, qui passe bimensuelle, est alors intégralement repris de la version québécoise, qu'il s'agisse du rédactionnel (jusqu'ici absent) et même des publicités.

### Le Petit Héraut
Cette édition, strictement québécoise et réservée au plus jeune public, est lancée en 1958. Maurice Petitdidier en est également un des auteurs phare et en crée une série régulière, Fanchon et Jean-Lou, qui dure jusqu'à la fin du journal en 1961.

## Postérité
Le Festival de la bande dessinée francophone de Québec donne le nom de Maurice Petitdidier à son Prix Bédéis causa du meilleur album francophone publié à l'étranger par des auteurs non-canadiens.